# Bunak (lud)
Bunak (Bunaq), także Marae – grupa etniczna z górzystych terenów centralnej części wyspy Timor, rozdzielonej na dwa kraje: Timor Wschodni i Indonezję. Ich populacja wynosi ok. 100 tys. osób, z czego 80 tys. to mieszkańcy Timoru Wschodniego. Zamieszkują kabupaten Belu w Indonezji oraz dystrykty Cova-Lima i Bobonaro w Timorze Wschodnim.
Posługują się językiem bunak z rodziny transnowogwinejskiej, odrębnym od pozostałych języków Timoru. Żyją w niezbyt licznych, rozproszonych grupach, pomiędzy innymi społecznościami językowymi. W użyciu jest także język tetum. Nazwa Marae pochodzi od ludu Tetum.
Część wyznaje katolicyzm; inni kultywują wierzenia tradycyjne. Zajmują się przede wszystkim ręcznym rolnictwem tropikalnym (kukurydza, rośliny korzeniowe i bulwiaste, w niewielkim zakresie ryż suchy). W święta wykonują pieśni bei gua („ślady przodków”), przedstawiające motyw migracji przodków Bunak.
Podstawę organizacji społecznej stanowi ród matczyny (deu); kilka deu łączy się we wspólnotę rodową. Lokalizacja małżeństwa – bilokalna.